# 津守王子
津守王子（つもりおうじ）は、九十九王子の6番目の王子である。
大阪市住吉区墨江2-3の墨江小学校にあったが現在は姿を留めていない。現在は住吉大社境内の摂社・新宮社に合祀されたとも、住吉区沢之町1-10-4の止々呂岐比売神社（若松神社）に合祀されたともいわれている。津守という名称は、住吉大社の古代よりの奉斎氏族であり宮司家でもあった津守氏にちなんだものである。熊野御幸をした天皇や上皇たちは、この地の住吉大社に和歌を奉げた。

## アクセス
- 墨江小学校、住吉大社の最寄駅　南海電鉄南海本線住吉大社駅
- 止々呂岐比売神社の最寄駅　南海電鉄高野線沢ノ町駅